# 제2금융권
제2금융권(第二金融圈, 영어: non-banking financial institution, NBFI, non-bank financial company, NBFC)은 은행을 제외한 금융기관을 뜻한다. 이 용어는 본래 은행과 구별하기 위해 만들어진 용어로, 은행이 제대로 제공하지 못하는 전문적인 금융수요를 충족시키기 위해 탄생하였다. 저축기관, 신용협동조합, 보험회사 등이 이에 해당한다.

## 같이 보기
- 제1금융권
- 제3금융권